# دانييلا فرانكو
دانييلا فرانكو (بالإسبانية: Daniela Franco)‏ هي فنانة مكسيكية، ولدت في القرن العشرين في ولاية غواناخواتو في المكسيك.

## وصلات خارجية
- الموقع الرسمي